# Gonzalo Carrasco Espinosa
Gonzalo Carrasco Espinosa (Otumba, 18 de enero de 1859 - Puebla, 19 de enero de 1936) fue el único pintor jesuita mexicano nacido en el siglo XIX y activo en el siglo XX. Fue un destacado estudiante de la Escuela Nacional de Bellas Artes entre 1877 y 1884, pero en 1884 ingresó a la Compañía de Jesús, lo cual le fue muy criticado en el siglo XX, por ejemplo por Justino Fernández, ya que consideró que su vocación religiosa eclipsó su vocación artística.

## Biografía

### Primeros años
Nació en el seno de la familia formada por don Vicente Carrasco y doña Ana María Espinosa el 18 de enero de 1859. Fue bautizado en la Parroquia de la Purísima Concepción en Otumba al día siguiente de nacido por el cura Fray Florencio Jiménez, otorgándole el nombre de José María Prisco Gonzales de Jesús Carrasco Espinosa.

Los Carrasco fueron una familia emprendedora dedicada al comercio; su casa albergaba una tienda, una peluquería, fábricas de pastas, refrescos y vinos, aparte de la casa habitación propiamente dicha. 

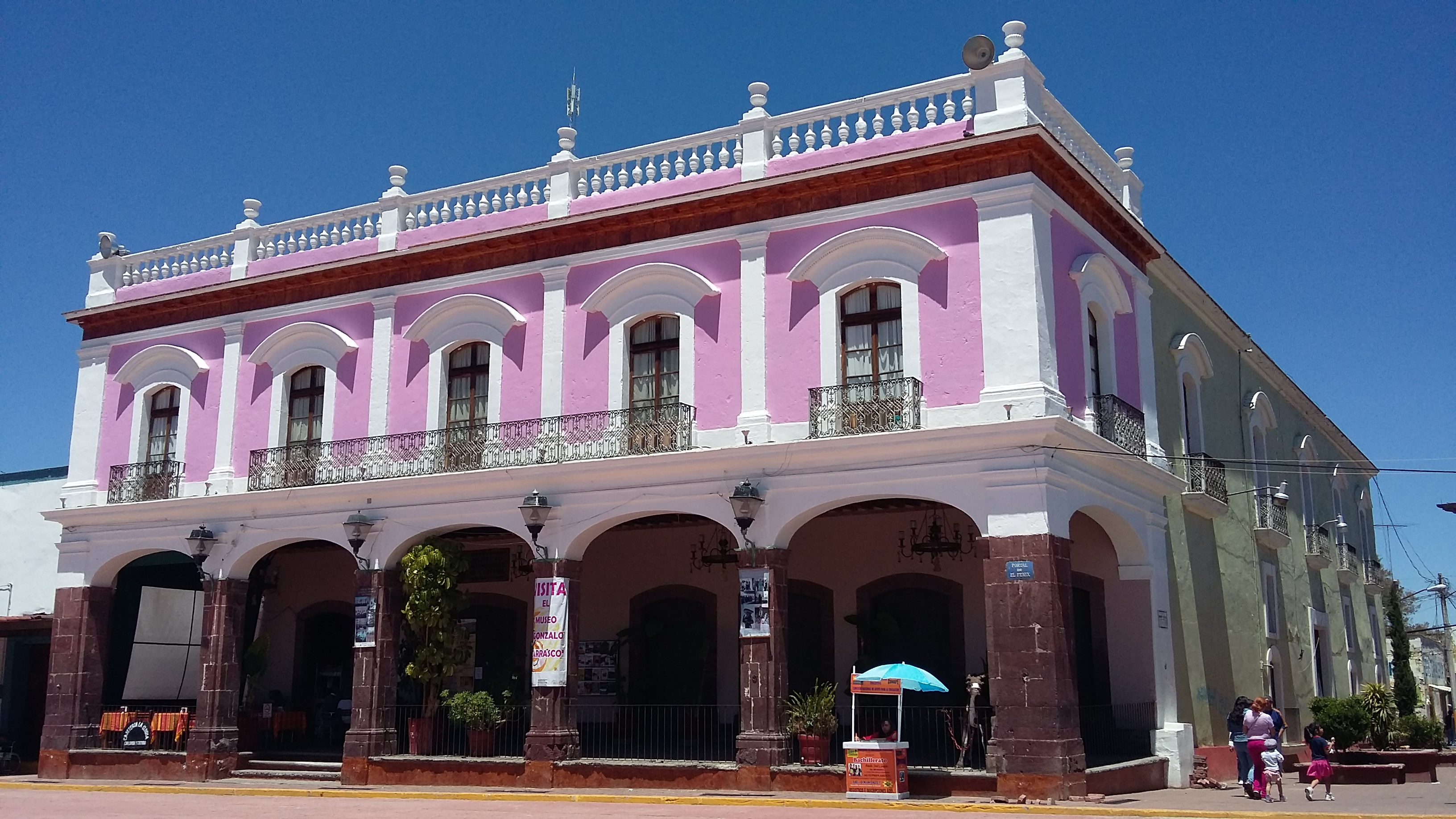
Antigua casa de la familia Carrasco, ahora edificio del Museo Gonzalo Carrasco y Casa de Cultura ubicado en Otumba, Estado de México.
Foto 2015.

La primaria la cursó en el colegio particular del ingeniero Antonio Palafox en su pueblo natal. En 1875 se incendió la casa habitación y la tienda de abarrotes de la familia Carrasco, conocida como la Tienda Grande; ante el incendio, Gonzalo dibujó algunos apuntes para después pintar un cuadro pequeño y se dice que esta es la razón por la cual don Vicente conmovido envió a su hijo a la Ciudad de México a estudiar pintura.

### Estudios
En 1876 Gonzalo ingresó a la Escuela Nacional de Bellas Artes en la que fue un alumno destacado y distinguido con varios premios. Entre ellos en 1881 recibió el primer premio en el concurso de composición a color en la Exposición Nacional de Bellas Artes, con su cuadro Job en el estercolero. En 1883 fue premiado por el entonces presidente Porfirio Díaz en el concurso Bienal de Bellas Artes, por su obra San Luis en la peste de Roma.
Los historiadores de arte reconocen su trabajo como estudiante de la Academia de San Carlos donde fue alumno de Santiago Rebull, José Salomé Pina y José María Velasco. Desde esta época se percibe que el tema central de sus cuadros es la pintura sacra, y se le considera un continuador de los nazarenos por la temática que aborda y sus ideales. 

### Vida religiosa
En enero de 1884 Gonzalo entró al noviciado de la Compañía de Jesús, ubicado en Michoacán y así empezó sus estudios eclesiásticos. En 1888 fue enviado a Saltillo para estudiar filosofía por tres años y después en 1891 recibió una beca para estudiar Teología en España en el Colegio Máximo de Oña; aprovechando su estancia en la península ibérica, los superiores de su orden lo enviaron a Madrid para que perfeccionara su arte. En 1894 se ordenó como sacerdote en una ceremonia presidida por el Cardenal y Arzobispo de Sevilla, Benito Sanz y Forés.
Durante los 52 años transcurridos entre su ingreso a la Compañía de Jesús y su muerte, Carrasco se dedicó principalmente al arte religioso que fue del gusto de sectores conservadores. Como pintor y decorador de iglesias se le contabilizan alrededor de 500 pinturas de caballete entre retratos y obras. Debido a los límites que tenía Carrasco como sacerdote, se puede encontrar la repetición de muchas de sus obras, pero en su paso por diversas iglesias se dedicó a restaurar, remodelar y pintar para lograr la mejora de cada una. 
A su regreso a México, como religioso jesuita, en septiembre de 1895 participó en las tareas de embellecimiento de la Basílica de Guadalupe en la Ciudad de México y pintó El primer milagro de la Virgen.
Carrasco comenzó a tener cargos importantes, en Puebla en 1902 fue rector del Colegio Católico, en México en 1907 fue superior de la Iglesia de Santa Brígida. Uno de los cargos más importantes en su carrera jesuita lo recibió en 1912, durante la Revolución mexicana, cuando fue nombrado como rector del Colegio de Tepozotlán, sin embargo en 1914 fue invadido por tropas carrancistas. El padre Carrasco y otros cuatro sacerdotes fueron desalojados de la iglesia violentamente y puestos presos en Teloyucan, atormentados por el hambre durante 6 días.
Después de ser preso por el ejército carrancista se hizo amigo personal del jefe constitucionalista, e incluso le hizo un retrato que nunca poseyó Venustiano Carranza. Apresado por el general Francisco Coss, éste le ofrece llevarlo a México y nombrarlo director de la Escuela Nacional de Bellas Artes con la condición de que negara la fe cristiana y abandonara el sacerdocio pero Carrasco se negó rotundamente y los altos sectores eclesiásticos lo enviaron a Nueva York. obra de caballete
En Estados Unidos, Carrasco aprovechó para pintar y vender cuadros para procurar fondos para la Compañía de Jesús y ayudó a jóvenes jesuitas mexicanos que estaban de paso para ir a España, buscando refugio debido al agravamiento de la Revolución. 
Cuando regresó a México en 1918 fue asignado al templo del Sagrado Corazón, donde pintó su primer mural. Después fue asignado al Templo de San Juan Nepomuceno en Saltillo, donde pintó cuatro cuadros de 5 metros cada uno y otros dos cuadros de 2.5 metros para decorar los muros del templo.

### Últimos años
En 1920 fue enviado a Roma para desempeñar un misión que le tomó cuatro meses en cumplir. Retornó a México en diciembre de 1920 y en 1921 fue enviado al templo de la Sagrada Familia en la colonia Roma de la Ciudad de México; este templo necesitaba una extensa remodelación y carecía de imágenes y retablos religiosos. En abril de 1926 fue enviado al Templo del Espíritu Santo de Puebla, como superior de la residencia. 
Finalmente, en agosto de 1931, cuando tenía 72 años de edad, fue enviado a León, Guanajuato, para auxiliar en la decoración del Santuario de Nuestra Señora de Guadalupe pero mientras trabajaba se rompió un andamio y el padre Carrasco cayó de una altura de 8 metros , rompiéndose 3 costillas, lastimándose las piernas y la cabeza.
Regresó a Puebla y fue recluido en la casa de la Compañía de Jesús dedicándose simplemente a la pintura de caballete. El 17 de enero de 1934 cumplió sus bodas de oro en la vida religiosa dentro de la Compañía de Jesús. Ya no pudo seguir pintando porque en octubre de 1935 enfermó de pulmonía y su salud no le permitió siquiera regresar a su Otumba natal.
El 18 de enero de 1936 cumplió 77 años de edad e hizo una confesión general a su superior Méndez Medina, y el domingo 19 de enero de 1936 a la 4:50 de la mañana el padre Gonzalo Carrasco falleció.

## Pintura
Gonzalo Carrasco fue muy reconocido por su vida sacerdotal, pero también fue un gran pintor, y en su currículum cuenta con una extensa lista de cuadros. Si bien no todos son reconocidos por la crítica como grandes obras de arte, aquí algunos títulos destacados.

### Como discípulo de la Academia de San Carlos
- La desesperación de Judas.
- El sembrador.
- El hijo pródigo.
- El diluvio.
- Los gladiadores y una cabeza.
- El incendio de la tienda grande.
- El gato de Otumba.
- La destrucción de Jerusalén.

### Grandes obras por sus méritos artísticos y dimensiones
- Job en el estercolero.
- San Luis en la peste de Roma.
- El pescador.
- La conquista de Paraguay por la música.
- El éxtasis de Iturbide.
- Maternidad.

### Cuadros, murales y óleos en su vida religiosa
- El primer milagro de Nuestra Señora de Guadalupe.
- La Guadalupana .
- San Ignacio de Loyola.
- La oración del huerto .
- El encuentro con Nuestra Señora.
- La crucifixión.
- El descendimiento.
- La soledad de Nuestra Señora.
- La glorificación de la Sagrada Familia.
- La adoración de los Magos.
- Los cuatro evangelistas.
- Los ocho ángeles de la Pasión.
- Los 12 apóstoles.
- La coronación de la célebre imagen.

## Museo Gonzalo Carrasco

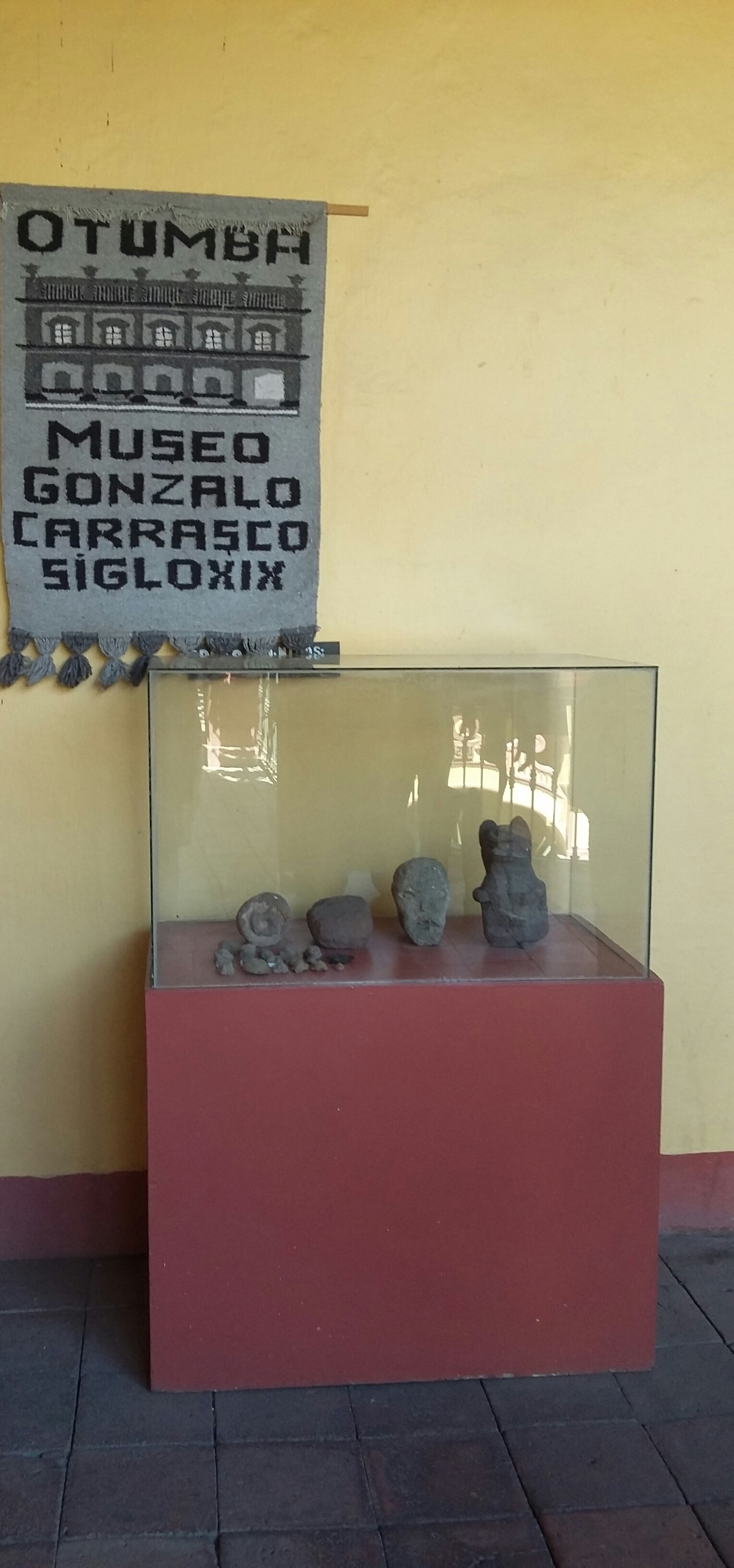
Museo Gonzalo Carrasco.

La casa de la familia Carrasco, ubicada en la cabecera del municipio de Otumba en el Estado de México, fue reacondicionada en 1875, después del incendio. En 1981 el Gobierno del Estado de México adquirió el inmueble para ser habilitado como museo y Casa de Cultura.
En el Museo Gonzalo Carrasco se muestran aspectos relevantes de la época Prehispánica y Colonial de Otumba, la historia regional del municipio durante el siglo XIX y principalmente se encarga de difundir la vida y obra del padre Gonzalo entre los lugareños y fuereños. 

## Libros sobre Carrasco
Si bien el padre Carrasco no es muy reconocido por la historia de México, existen diversos libros que relatan sobre su vida, tanto como pintor como jesuita. Entre ellos destacan: Gonzalo Carrasco, el pintor apóstol de Xavier Gómez Robledo; Gonzalo Carrasco. La pintura del espíritu de Moserrat Galli Boadella, y diversos textos de Margarita Hanhausen Cole: La pintura y la palabra. Dos artistas jesuitas mexicanos: Gonzalo Carrasco y Miguel Aguayo; Una estampa apocalíptica de los tiempos de la guerra cristera: el triunfo de Cristo Rey de Gonzalo Carrasco Espinosa SJ; Gonzalo Carrasco: jesuita y artista mexicano.